# Matthew MacDonald
Matthew MacDonald (conocido como Matt MacDonald; Auckland, 15 de marzo de 1999) es un deportista neozelandés que compite en remo.
Participó en dos Juegos Olímpicos de Verano, obteniendo dos medallas, oro en Tokio 2020, en la prueba de ocho con timonel, y plata en París 2024, en el cuatro sin timonel.
Ganó una medalla de bronce en el Campeonato Mundial de Remo de 2023, en la prueba de cuatro sin timonel.

## Palmarés internacional
| Juegos Olímpicos   | Juegos Olímpicos  | Juegos Olímpicos  | Juegos Olímpicos   |
| Año                | Lugar             | Medalla           | Prueba             |
| ------------------ | ----------------- | ----------------- | ------------------ |
| 2020               | Tokio (Japón)     | Medalla de oro    | Ocho con timonel   |
| 2024               | París (Francia)   | Medalla de plata  | Cuatro sin timonel |
| Campeonato Mundial |                   |                   |                    |
| Año                | Lugar             | Medalla           | Prueba             |
| 2023               | Belgrado (Serbia) | Medalla de bronce | Cuatro sin timonel |